# Rafał Leszczyński (wojewoda bełski)

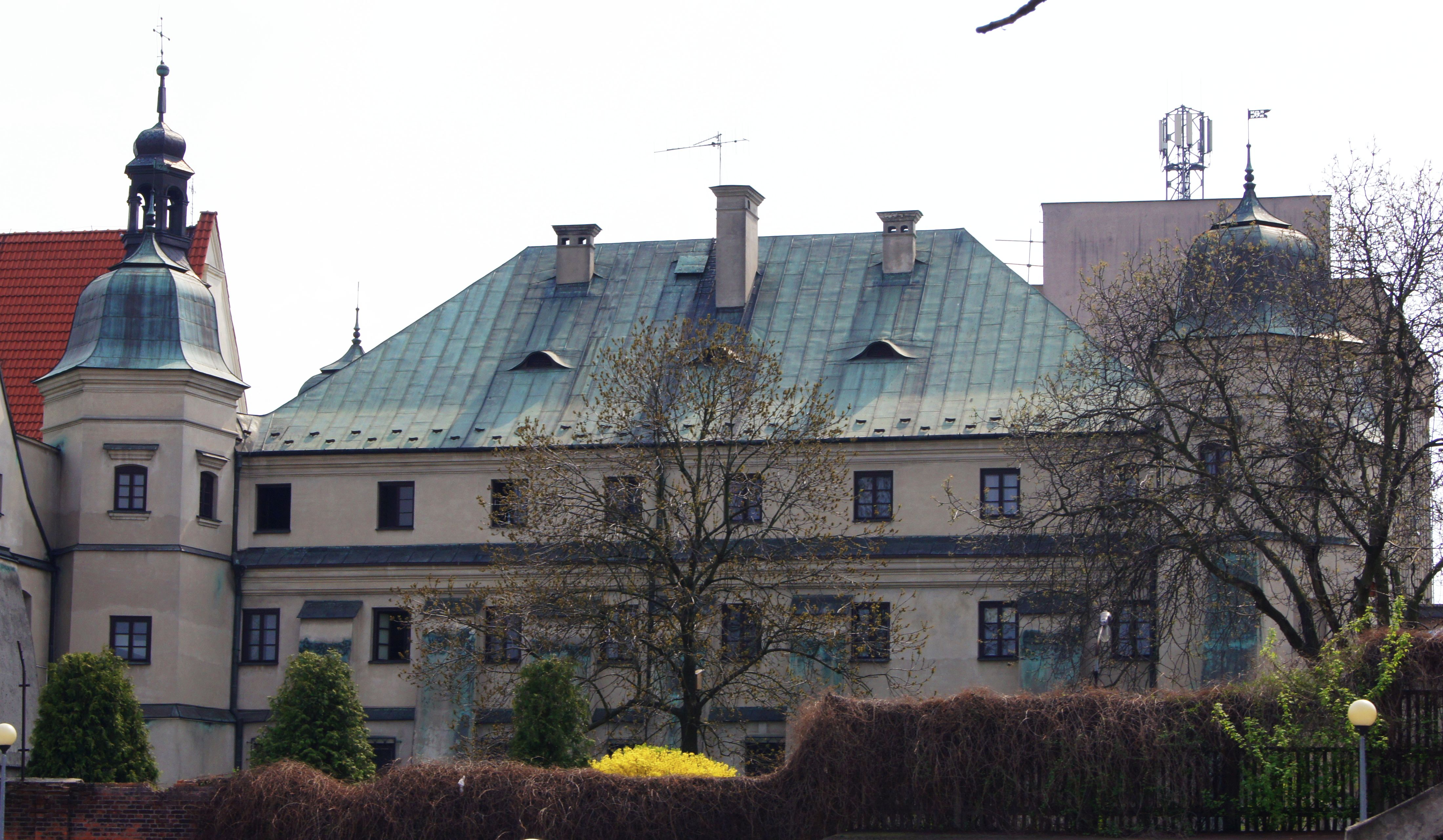
Dwór Rafała Leszczyńskiego w Lublinie (obecnie kompleks klasztoru i kościoła karmelitów).

Rafał Leszczyński herbu Wieniawa (ur. w październiku 1579, zm. 29 marca 1636 we Włodawie) – kasztelan wiślicki (1612), kaliski (1618), wojewoda bełski (1619), marszałek Trybunału Głównego Koronnego w 1609 roku, starosta horodelski (1616-1619), wschowski (1613), hrubieszowski (1633), dubieński, tłumacz i mecenas sztuki.

## Życiorys
Syn Andrzeja Leszczyńskiego i Anny z Firlejów, córki Andrzeja, kasztelana lubelskiego. Miał 3 przyrodnich braci: Jana kanclerza wielkiego koronnego, Wacława prymasa Polski i Przecława wojewodę dorpackiego. Pradziad króla Stanisława Leszczyńskiego.
Uczył się w szkole braci czeskich w Koźminku, w gimnazjum humanistycznym w Głogowie, studiował w Heidelbergu w 1594 roku, w Bazylei w 1595 roku, w Strasburgu w latach 1596–1598, w Genewie w 1599 roku, w Padwie w latach 1601–1602. Przebywał w Anglii, Szkocji, Niderlandach, wreszcie we Włoszech, gdzie w Padwie (1601) był uczniem Galileusza. W Niderlandach przebywał w obozie Maurycego Orańskiego. 
Uzdolniony, odznaczał się wszechstronnym wykształceniem i znajomością wielu języków (łaciny, niemieckiego, francuskiego, włoskiego oraz po części greckiego i hiszpańskiego), co pozwalało mu na kontakty z wybitnymi uczonymi swej epoki. W roku 1603 wrócił na stałe do Polski i szybko postępował w godnościach. Służbę publiczną rozpoczął w roku 1609, otrzymawszy stanowisko marszałka Trybunału Głównego Koronnego. 
Był bratem czeskim.
Deputat na Trybunał Główny Koronny z województwa wołyńskiego w 1609, 1616, 1625 roku.
W 1613 roku wyznaczony został senatorem rezydentem. W 1613 roku został wyznaczony do Trybunału Skarbowego Koronnego.
Poseł na sejm 1611 roku z województwa sandomierskiego, deputat izby poselskiej do rozsądzania sporów wyznaniowych i do sprawy brandenburskiej.
W roku 1611 (lub 1608?) został kasztelanem wiślickim, w 1618 kasztelanem kaliskim, a w 1619 wojewodą bełskim. Ponadto dzierżył starostwa: horodelskie (1606), wschowskie (1613), hrubieszowskie (1633) oraz dubińskie. Brał udział w bitwie pod Chocimiem. Od 1625 był senatorem rezydentem przy Zygmuncie III Wazie. Był członkiem konfederacji generalnej zawiązanej 16 lipca 1632 roku,  jego podpis widnieje na pacta conventa przedłożonych Władysławowi IV Wazie. Był elektorem Władysława IV Wazy z województwa bełskiego w 1632 roku, podpisał jego pacta conventa. Za panowania Władysława IV wszedł do rady wojennej i reprezentował Polskę w rokowaniach ze Szwedami w Sztumskiej Wsi w 1635 roku (rozejm w Sztumskiej Wsi). Bogactwem swoim i wiedzą zadziwił obecnych na rokowaniach Francuzów, co znalazło wyraz w pamiętniku Karola Ogiera, sekretarza delegacji francuskiej.
Był gorliwym ewangelikiem reformowanym i protektorem swoich współwyznawców nie tylko w swoich dobrach ale i w całej Koronie. Z tego względu nazywano go „papieżem kalwinów w Polsce”. Popierał rozwój życia kulturalnego, zakładał szkoły, drukarnie i zbory. Zreformował szkołę w Lesznie (1626), protegował jej rektora, którym był Jan Ámos Komenský. W Baranowie zgromadził bogatą bibliotekę.
Miał córkę i 4 synów, z których największą karierę zrobił Bogusław, podskarbi i podkanclerzy koronny.

## Twórczość

### Ważniejsze prace
- Disputatio ethica de beatitudine, Strasburg 1596, drukarnia A. Bertramus
- Quaestiones ex iure communi et historia desumptae, Strasburg 1598, drukarnia A. Bertramus
- De prudentia politica, Elbląg 1620
- Wiersze, pozostały w rękopisach, m.in. rękopisy: Biblioteka Jagiellońska nr 116, Ossolineum nr 207/II; Wiersz na śmierć Zygmunta III, ogł. A. Brückner Dzieje literatury polskiej, t. 1, Warszawa 1903; wyd. 2 Warszawa 1908, s. 280; wyd. 3 Warszawa 1924, s. 283 – Hymn na Boże Narodzenie, O herbie rzymskim – wyd. M. Sipayłłówna przy wyd.: Judith; zob. też A. Brückner: Dodatek do wyd.: J. T. Trembecki Wirydarz poetycki, t. 2, Lwów 1911, s. 367

### Przekłady
- Judith, Baranów 1620, wyd. następne: Baranów 1629, drukarnia A. Piotrkowczyk; fragmenty przedr. H. Juszyński Dykcjonarz poetów polskich, t. 1, Kraków 1820; całość wyd. J. N. Bobrowicz, Lipsk 1841; wyd. krytyczne M. Sipayłłówna, Warszawa 1936, Biblioteka Zapomnianych Poetów i Prozaików Polskich XVI–XVIII w., seria II, zeszyt 3, (częściowo przekład, częściowo przeróbka z franc. poematu G. S. du Bartasa, jedna z pierwszych prób przyswojenia literatury francuskiej w Polsce)

### Listy i materiały
- Listy z lat 1611–1636 do różnych osób, rękopisy Biblioteki Czartoryskich nr 367; inne listy zob. rękopisy: Biblioteka Jagiellońska, Ossolineum
- List do księcia Bogusława XIV, Leszno, 1 listopada 1613, ogł. H. Lesiński przy wyd.: J. Lichtfuss „Relacja posła księcia Bogusława XIV z podróży do Wielkopolski w roku 1633", Szczecin 1959, Szczecińskie Towarzystwo Naukowe Wydział Nauk Społecznych, t. 1, zeszyt 1
- Od J.A. Komenskiego, Leszno, 12 marca 1633, ogł. A. Danysz „Nieznany list Jana Amosa Komeńskiego”, Muzeum 1910
- Od Johna Durie, Amsterdam, 21 stycznia 1636, wiadomość zob. S. Kot „Anglo-polonica”, Nauka Polska, t. 20 (1935), s. 101
- Przywilej na szkołę kalwińską w Lesznie, dat. w Baranowie 28 września 1626, ogł. Przyjaciel Ludu 1846, nr 26; także A. Ziegler „Beiträge zur älteren Geschichte des königlichen Gymnasiums zu Lissa”, Zur Dreihundertjährigen Jubelfeier... (1855)
- Odezwa do kantonów szwajcarskich o pomoc dla braci czeskich w Polsce, dat. z Krakowa 16 lutego 1633, podpisana m.in. przez R. Leszczyńskiego i Jana Szlichtynga z Bukowca, ogł. J. Łukaszewicz O kościołach braci czeskich w dawnej Wielkiejpolsce, Poznań 1835, s. 196-198 przypis
- Kwit dłużny dla Jeremiasza Rubacha, kupca gdańskiego, dat. w Warszawie 21 grudnia 1635, ogł. (wg wypisu sądowego, Biblioteka Kórnicka nr 170) H. Malewska Listy staropolskie z epoki Wazów, Warszawa 1959